# Французская выставка в Москве (1891)
Французская художественно-промышленная выставка — выставка произведений искусств и промышленности Франции, проходившая в Москве с 29 апреля по 6 октября 1891 года.

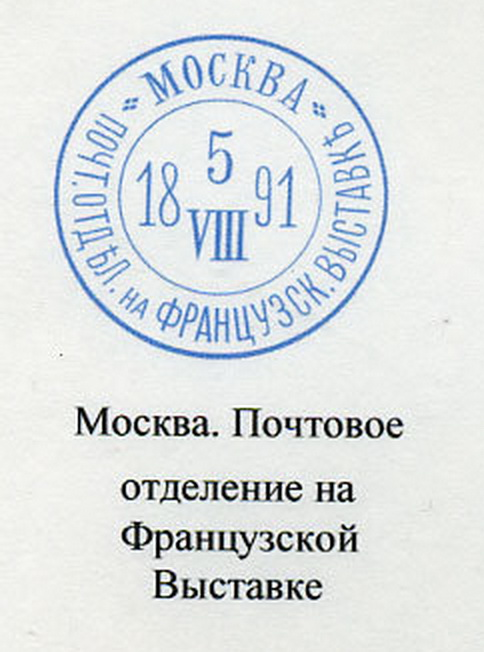
Специальный штемпель, использовавшийся во временном почтовом отделение, на Французской выставке в Москве 1891г.

Впервые иностранное государство организовало в России национальную выставку своей страны — Французской республики. Впервые, летом 1889 года, с идеей такой выставки выступили французский министр иностранных дел Флуаранс и консул Ватблед. К началу осени уже был составлен общий план организации выставки. В ответ российский министр финансов И. А. Вышнеградский подготовил особый доклад императору, и 20 апреля 1890 года последовало Высочайшее соизволение на устройство Французской выставки в Москве.
Экспозиция разместилась на Ходынском поле. Фасад Центрального здания украсили множеством русских и французских флагов, изображениями российских орлов, императорскими вензелями и большими медальонами с литерами RF (Республика Франция); здесь же находились гербы французских провинций и русских губерний. Основная экспозиция выставки разместилась в построенном ещё для Всероссийской выставки 1882 года Центральном здании, представлявшем собой восемь продольных павильонов, соединенных круговыми галереями. От Страстного монастыря к ней была проложена линия конно-железной дороги. Посетители смогли увидеть на ней также ряд интереснейших экспонатов Всемирной выставки в Париже 1889 года. Выставку удостоил своим вниманием и посещением император Александр III.
Также на выставке работало временное почтовое отделение, в котором почтовые отправления гасились специальным штемпелем. 

## Источник
- Беляновский А. С. «Союз сердец…»